# Niwa (clan)

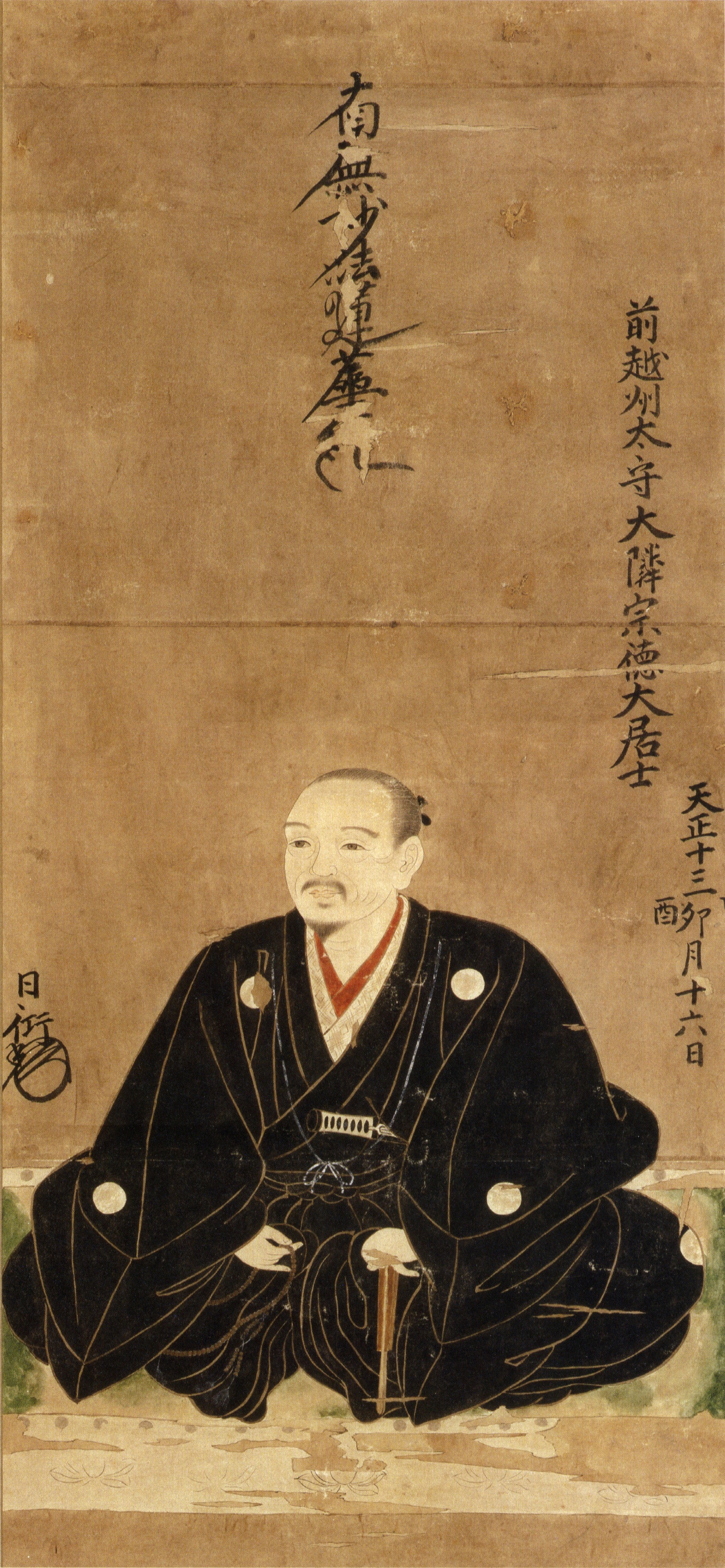
Niwa Nagahide, hoofd van de Niwa-clan tijdens de Sengoku-periode

De Niwa-clan (丹羽氏, Niwa-shi) was een prominente Japanse familie die op de voorgrond kwam tijdens de Sengoku-periode. 
De leden van de clan claimden af te stammen van de middeleeuwse Kodama-clan. Bekende leden van de clan waren onder andere Niwa Nagahide, vazal van Oda Nobunaga, en zijn 19e-eeuwse afstammelingen Niwa Nagatomi, Niwa Nagakuni, en Niwa Nagahiro. Een andere clan, de Isshiki-Niwa, dragen dezelfde naam maar zijn niet verwant. 
De Niwa-clan waren een van de families die het pact ondertekenden dat zou leiden tot de creatie van de Ouetsu Reppan Domei in 1868.